# Dammam
Dammam er en by i det østlige Saudi-Arabien, med et indbyggertal på 903.312 (2010) indbyggere. Byen er hovedstad i landets Østprovins. Dens placering ved kysten til den Persiske Golf, gør den til en af landets vigtigste havnebyer.